# Davi Silva
Davi Carvalho Marinho da Silva (Rio de Janeiro, 15 de junho de 2003) é um jogador brasileiro que compete em badmínton. Ele ganhou uma medalha de prata e outra de bronze nos Jogos Panamericanos de 2023, a primeira na categoria de duplas masculina e a segunda na categoria mista.

## Biografia
Filho de um segurança e uma empregada doméstica, Davi Silva começou a praticar o badmínton ainda na infância, desde 2009, quando tinha 6 anos, em um projeto social desenvolvido pela Associação Miratus de Badminton, projeto fundado por Sebastião Oliveira, pai do atleta Ygor Coelho, e realizado na Chacrinha, comunidade situada na divisa dos bairros Tanque e Praça Seca, na zona oeste do Rio de Janeiro. Ele participava junto com Deivid, seu irmão gêmeo.
Seu primeiro título, ainda na categoria infantil, veio em 2013, quanto ele conquistou duas medalhas de ouro no Campeonato Sulamericano Júnior realizado no Chile, categoria sub-11 (simples masculino e duplas masculino), e, também, as medalhas de prata e bronze no Campeonato Panamericano Júnior daquele mesmo ano, desta vez realizado no México, também na categoria sub-11 (simples e duplas).
Davi foi atleta da seleção brasileira juvenil de Badmínton entre os anos de 2019 a 2021, tendo participado de vários campeonatos juvenis e obtido conquistas no período.
Em 2022, ele conquistou para a seleção brasileira de badminton medalhas de ouro, de prata e de bronze nos Jogos Sul-Americanos de Assunção, no Paraguai, sendo que a primeira de ouro foi na categoria duplas masculina, com Fabrício Ruan Rocha Farias, a de prata foi na de duplas mista com Sânia Lima e a de bronze no simples masculino.
Sua consagração ocorreu durante os Jogos Panamericanos de Santiago do Chile, realizados em 2023, quando ele, representando o Brasil, obteve duas medalhas no badmínton: uma de prata, junto com o piauiense Fabrício Farias na categoria dupla masculina, e outra de bronze com a também piauiense Sânia Lima, na categoria de duplas mista.

## Premiações internacionais
| Jogos Panamericanos | Jogos Panamericanos | Jogos Panamericanos | Jogos Panamericanos |
| Ano                 | Local               | Medalha             | Prova               |
| ------------------- | ------------------- | ------------------- | ------------------- |
| 2023                | Santiago Chile      | Medalha de prata    | Duplas masculina    |
| 2023                | Santiago Chile      | Medalha de bronze   | Duplas mista        |
| 2025 - Júnior       | Assunção Paraguai   | Medalha de ouro     | Duplas mista        |